# Танока Бирд
Танока Бирд (енгл. Tanoka Dwight Beard; Огден, Јута, 29. септембар 1971) је бивши амерички кошаркаш. Играо је на позицијама крилног центра и центра.

## Успеси

### Клупски
- Улкерспор:
  - Првенство Турске (1): 1994/95.

- Хувентуд:
  - Куп Шпаније (1): 1997.

- Жалгирис:
  - Првенство Литваније (4): 2002/03, 2003/04, 2004/05, 2006/07.
  - Куп Литваније (1): 2007.
  - Балтичка лига (1): 2004/05.

### Појединачни
- Идеални тим Евролиге - друга постава (1): 2004/05.
- Најкориснији играч кола Евролиге (5): 2002/03. (1), 2003/04. (1), 2004/05. (2), 2006/07. (1)
- Најкориснији играч Првенства Шпаније (1): 1998/99, 2001/02.
- Најкориснији играч Првенства Литваније (1): 2003/04.
- Најкориснији играч регуларног дела сезоне и финала Балтичке лиге (1): 2004/05.
- Учесник Ол-стар утакмице Првенства Шпаније (4): 1996, 1997, 1998, 2002.
- Учесник Ол-стар утакмице Првенства Литваније (5): 2003, 2004, 2005, 2006, 2007.
- Најкориснији играч Ол-стар утакмице Првенства Литваније (2): 2004, 2005.
- Учесник Ол-стар утакмице Балтичке лиге (2): 2005, 2007.
- Најкориснији играч Ол-стар утакмице Балтичке лиге (1): 2007.